# Kreis Eutin
Der Kreis Eutin war von 1937 bis 1970 ein Landkreis in der preußischen Provinz Schleswig-Holstein bzw. im Land Schleswig-Holstein. Sein Gebiet gehört heute zum Kreis Ostholstein.

## Geschichte
Der Kreis Eutin wurde im Rahmen des Groß-Hamburg-Gesetzes am 1. April 1937 aus dem Landesteil Lübeck des Landes Oldenburg sowie den vier Gemeinden Dissau, Krumbeck, Kurau und Malkendorf des Landes Lübeck gebildet und in die preußische Provinz Schleswig-Holstein eingegliedert. Der oldenburgische Landesteil Lübeck hatte bis 1919 das Fürstentum Lübeck gebildet. Zeitgleich mit der Bildung des Kreises Eutin wurden die Gemeinden Dissau, Krumbeck, Kurau und Malkendorf in die Gemeinde Stockelsdorf eingegliedert.
Durch die Kreisgebietsreform von 1970 wurde der Kreis Eutin mit dem Kreis Oldenburg in Holstein zum neuen Kreis Ostholstein mit Sitz der Kreisverwaltung in Eutin vereinigt. Die Vereinigung erfolgte mit Wirkung vom 26. April 1970 auf Basis des „Zweiten Gesetzes einer Neuordnung von Gemeinde- und Kreisgrenzen vom 23. Dezember 1969“.

## Einwohnerentwicklung
| Jahr | Einwohner | Quelle |
| ---- | --------- | ------ |
| 1939 | 050.826   | [ 2 ]  |
| 1946 | 111.996   | [ 3 ]  |
| 1950 | 107.152   | [ 2 ]  |
| 1960 | 089.500   | [ 2 ]  |
| 1968 | 096.000   | [ 4 ]  |

## Gemeinden
Der Kreis Eutin bestand anfänglich aus neun und zuletzt aus elf Gemeinden, von denen zwei das Stadtrecht besaßen:
- Ahrensbök
- Bad Schwartau, Stadt
- Bosau
- Eutin, Stadt
- Gleschendorf
- Haffkrug-Scharbeutz, am 1. April 1955 aus Teilen der Gemeinde Gleschendorf neu gebildet
- Malente
- Ratekau
- Stockelsdorf
- Süsel
- Timmendorfer Strand, am 19. Juni 1945 aus Teilen der Gemeinde Ratekau neu gebildet

## Kfz-Kennzeichen
Am 1. Juli 1956 wurde dem Kreis bei der Einführung der bis heute gültigen Kfz-Kennzeichen das Unterscheidungszeichen EUT zugewiesen. Es wurde bis zum 25. April 1970 ausgegeben.